# 烏爾維塔納峰
烏爾維塔納峰（英語：Ulvetanna Peak）是南極洲的山峰，位於毛德皇后地，屬於芬里斯謝夫滕山的一部分，處於金塔納峰以北3.2公里，海拔高度2,930米，人類在1994年2月首次登頂。
71°51′S 8°20′E / 71.850°S 8.333°E